# 流氷あいすらんど共和国
流氷あいすらんど共和国（りゅうひょうあいすらんどきょうわこく 英：Driftice Iceland Republic）は、北海道紋別市で、毎年2月に開催されていたミニ独立国形式のイベント。

## 概要
昭和59年（1984年）、紋別市役所の観光担当者や市内の若者達が手を組み「流氷に閉ざされるオホーツク海で遊び事を仕掛けよう」との思いから準備にかかり、当時ニセコ町「ポテト共和国」や網走市「ノットリランド」といった100以上のミニ独立国があったことからそれに続き本国が建国され1985年2月に第一回のイベントを開催。国名は氷の「Ice」と「愛す」をかけたものとなっており、氷や自然や人を愛するといった思いが込められた。
国の運営は、建国委員により大統領を選出し、更に各大臣をそれぞれの任務に選任、組織づくりをしている。紋別漁業協同組合の当時の青年部長が初代大統領を務め、「流氷大臣」としてミスコンテストを行ったほか、大統領選挙も行われ日本の公職選挙法は適用せず買収・供応も楽しく行えば認められるとした。
しかし来場者数の減少や当初120人いたスタッフが末期には20人程に減少し高齢化で氷像類のメンテナンスが困難となったこともあり、2022年2月の第38回開催を最後として同年5月に2023年度の開催を取りやめる方針とイベントの終了を決定した。

## イベント
もんべつ流氷まつりが開催される前後の毎年2月の1ヶ月間に、紋別市海洋公園イベント広場を主会場として開催。中旬開催の焼肉パーティーを中心にものまね芸人ステージや花火を展開する「氷点下まるかじりパーティー」をメインイベントとして展開し、2014年の第30回までは氷像の前で結婚式を展開する「氷上結婚式」も行われ全国から多くの申し込みがあり30年で計32組のカップルを祝福した。この他海産物や焼き鳥などを提供する氷のレストラン、巨大迷路、パークゴルフ大会などが展開された。

## 国際交流
建国に際し、札幌でのアイスランド大使の講演会にて紋別の大統領（代表）とスタッフらが大使と接触し「あいすらんど共和国」の立ち上げを打診して了承を得ており、その後1988年には共和国スタッフや一般市民ら20名によるアイスランドへの友好訪問を実施、1991年には東京でのアイスランドフェアで本国大統領がヴィグディス・フィンボガドゥティルアイスランド大統領と面会し、日本アイスランド協会への加盟や東京の駐日アイスランド大使館での行事に出向いたり、2003年・2017年には駐日アイスランド大使が紋別の本国へ来訪すると行った交流が行われている。